# アリバシティ神戸

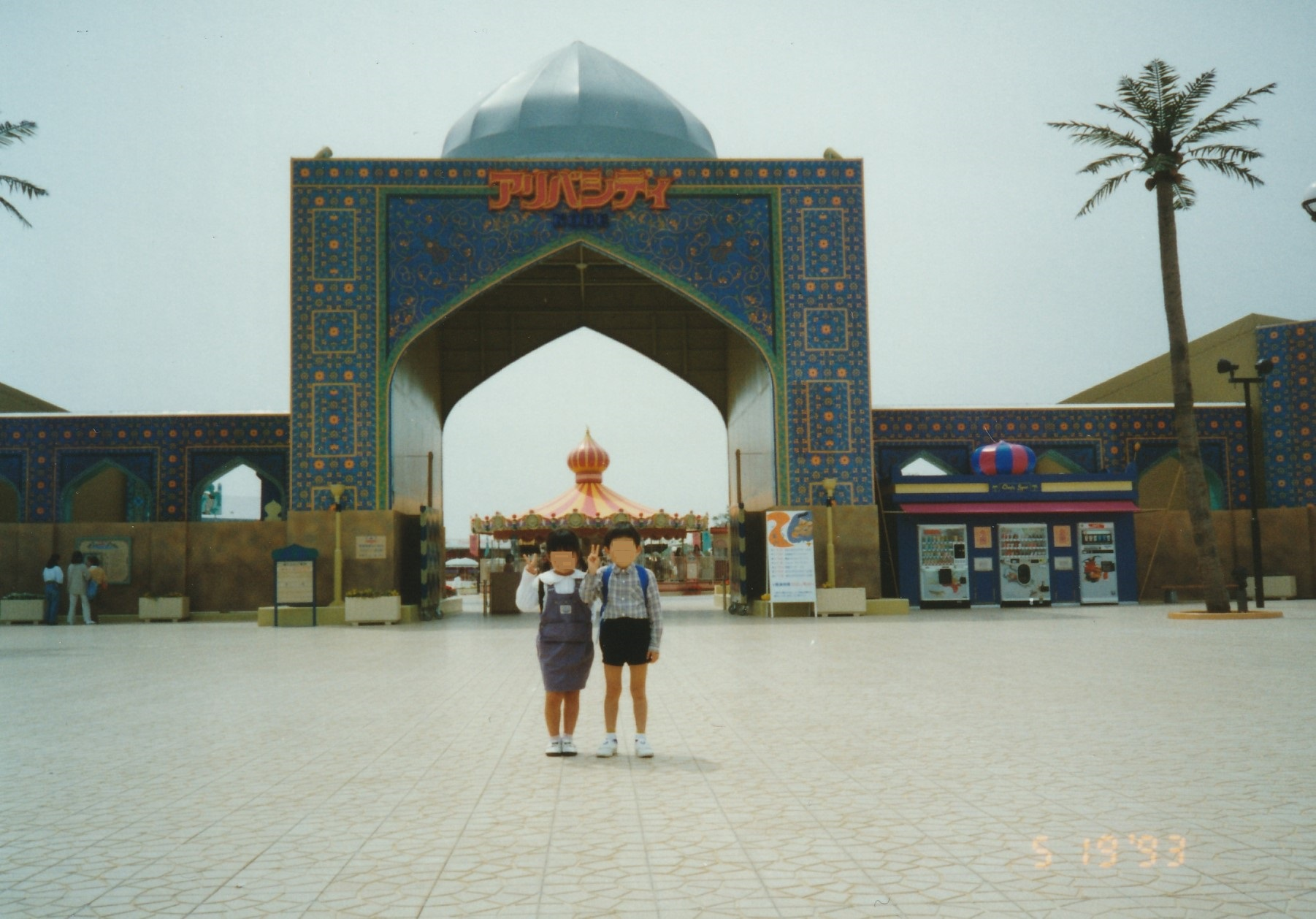
正門前 (1993年)

アリバシティ神戸（アリバシティこうべ）は、かつて兵庫県神戸市に存在した遊園地。アラビアン・ナイトをテーマにしている。浅草花やしきを運営していたトーゴ（2004年会社更生法申請）によって西神南ニュータウンに造られた。当初より5年間限定のオープンだった。
現在の西神南駅付近の3haの敷地に遊具を並べた施設ではあったが、アラビアン・ナイトをモチーフにしたショーの開催やラクダに乗れるアトラクションも設けられた。ニュータウンの賑わいづくりが目的の期間限定施設であったが、1995年に阪神・淡路大震災が発生した直後には、娯楽を求める市民がつめかけ一週間で約4万人が入場した。また、1997年の営業最終日には約6000人が入場して惜しまれつつ閉園した。

## 概要

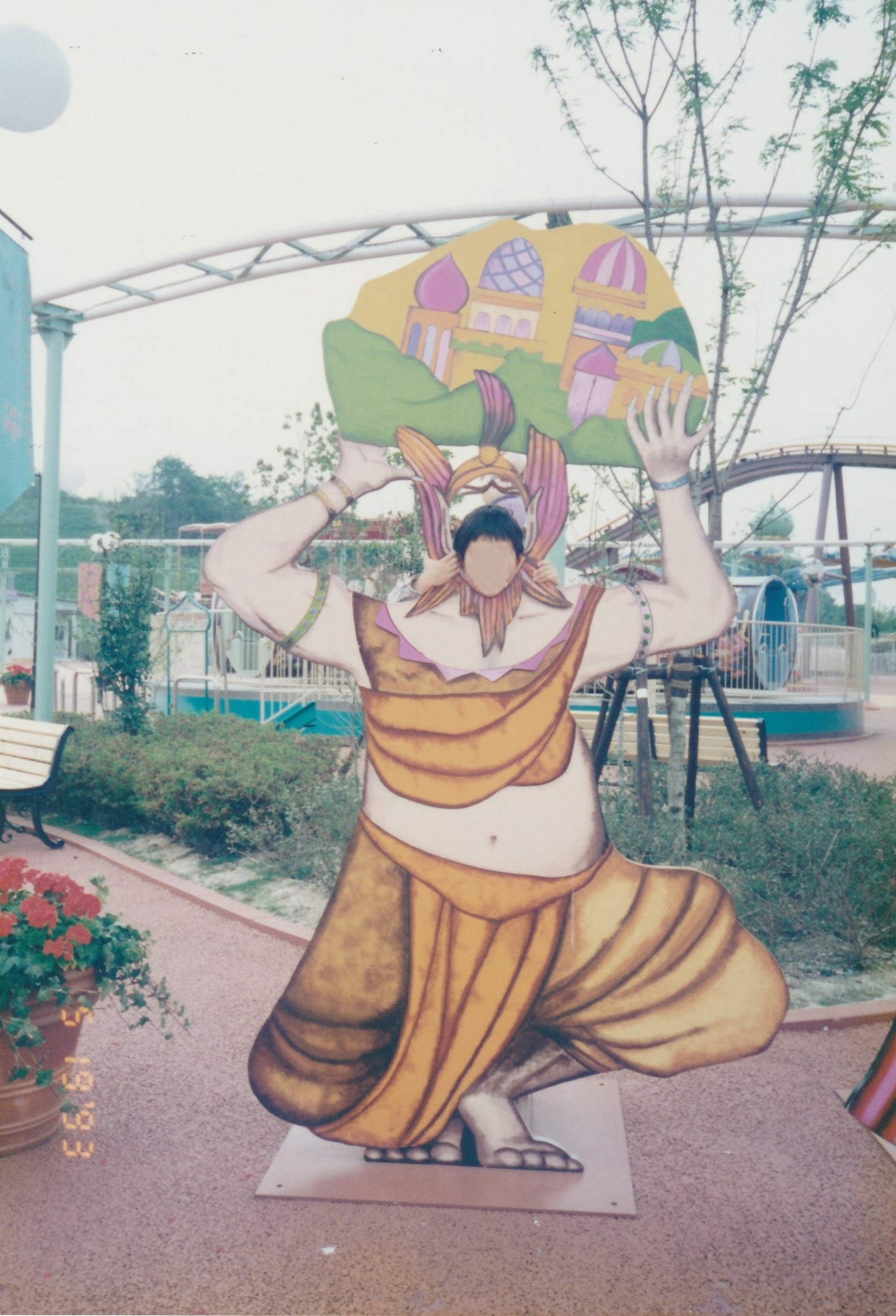
園内にあった顔ハメ看板 (1993年)

- 所在地： 兵庫県神戸市西区井吹台西町1丁目
- 営業時間： 10:00 - 17:00
- 休園日： 火曜
- 価格： 大人600円、小人300円
- アクセス： 地下鉄 西神・山手線 西神南駅下車すぐ

## 歴史
- 1992年 - 開園
- 1993年 - フードサービスの初亀と提携
- 1994年8月14日 - JWPプロレスイベント（キューティー鈴木などが出場）
- 1995年10月29日 - 美少女戦士セーラームーンイベント
- 1996年2月25日 - 美少女戦士セーラームーンイベント
- 1996年8月16日 - ウルトラマンスーパーフェスティバル'96
- 1997年11月30日 - 閉鎖